# Курган Славы (Малоярославец)
Курган Славы — мемориальное захоронение советских воинов и жителей города, погибших в боях с немецко-фашистскими захватчиками за Малоярославец в 1941 году и в период оккупации. Памятник истории регионального значения в Малоярославце, расположенный близ пересечения улиц Ленина, Московской и Гагарина, включён в перечень объектов культурного наследия России.

## История
Во время Великой Отечественной войны, в ходе Битвы за Москву, начавшейся в сентябре 1941 года, главным рубежом сопротивления немецко-фашистским захватчикам врагу стала Можайская линия обороны, составной частью которой являлся Малоярославецкий укреплённый район. В ходе ожесточённых боёв Можайско-Малоярославецкой операции, оккупации Малоярославца войсками нацистской Германии, партизанского движения в Малоярославецком районе и освобождения города от гитлеровцев в результате контрнаступления советских войск 2 января 1942 года погибло большое число бойцов и командиров Красной армии, а также мирных жителей. Местом их упокоения стала братская могила у пересечения улиц Ленина и Московской.
Первоначально, в 1942 году, возле средней школы № 1 были захоронены 52 советских воина, погибших в боях за Малоярославец. В послевоенное время проводилось укрупнение воинских захоронений, и в 1953 году в братскую могилу были перенесены останки погибших воинов из могил в районных сёлах и деревнях (Барденево, Верховье, Корнеево, Карповка, Коллонтай, Меличкино, Радищево, Потресово, Синяково, Шемякино и др.). К тридцатилетию Победы в 1975 году воинское захоронение благоустроили, по проекту архитектора Е. И. Киреева оформив как Курган Славы — насыпной курган высотой 5 метров с металлической скульптурой на вершине. А к 45-летию Победы в 1990 году у подножия кургана был зажжён Вечный огонь.
Памятник представляет собой холм конусообразной формы, насыпанный над братской могилой 114 погибших воинов и жителей города. Склоны кургана засеяны газонной травой. Главный элемент мемориала — статуя «Мужество», выполненная Л. Е. Кербелем из кованой меди четырехметровая металлическая фигура скорбящей женщины («Родина-Мать»), установленная на бетонном постаменте цилиндрической формы. У подножия кургана размещены мраморные мемориальные доски и плиты с именами захоронённых: четыре мемориальные плиты и две мемориальные стелы, посвящённые воинам 312-й, 17-й, 53-й стрелковых дивизий и 26-й танковой бригады. Холм опоясан низкой узорной металлической решёткой, вдоль которой идёт пешеходная дорожка, выложенная плитами. Вечный огонь перед Курганом Славы горит на постаменте длиной 3,17 м, шириной 2 м и высотой 0,4 м, выполненном из гранита и мрамора (горизонтальная часть) и декоративного бетона (вертикальная часть).
Памятник советским воинам, погибшим в боях с немецко-фашистскими захватчиками за Малоярославец в 1941 году, взятый под охрану решением исполнительного комитета Калужского областного Совета депутатов трудящихся «О принятии на государственную охрану памятников истории и культуры» № 249 от 07.04.1978 г., со временем стал центром мемориального комплекса, включающего памятники на площади Маршала Жукова и в прилегающем сквере (аллея Боевого братства, музей военной техники и др.).